# Komorník (film)
Komorník (anglicky The Butler) je americké historické drama z roku 2013, volně založené na životě Eugena Allena, afroamerického komorníka v Bílém domě, který se v průběhu svého třicetičtyřletého působení v této pozici v letech 1952 až 1986 stal svědkem řady klíčových událostí 20. století. Toho, ve snímku pojmenovaného Cecile Gaines, ztvárnil Forest Whitaker. Režisérem filmu byl Lee Daniels, autorem scénáře Danny Strong.

## Obsazení
| Forest Whitaker   | Cecil Gaines v dospělosti                        |
| Aml Ameen         | Cecil Gaines v dětství                           |
| Oprah Winfrey     | Gloria Gaines, manželka C. Gainese               |
| David Oyelowo     | nejstarší syn C. Gainese                         |
| Elijah Kelley     | nejmladší syn C. Gainese                         |
| Cuba Gooding, Jr. | Carter Wilson, vrchní komorník a Gainesův přítel |
| Lenny Kravitz     | James Holloway, Gainesův kolega                  |
| Robin Williams    | Dwight D. Eisenhower                             |
| James Marsden     | John F. Kennedy                                  |
| Minka Kelly       | Jackie Kennedyová                                |
| Liev Schreiber    | Lyndon B. Johnson                                |
| John Cusack       | Richard Nixon                                    |
| Alan Rickman      | Ronald Reagan                                    |
| Jane Fonda        | Nancy Reaganová                                  |
| Nelsan Ellis      | Martin Luther King                               |